# Metalmeccanico e parrucchiera in un turbine di sesso e politica
Metalmeccanico e parrucchiera in un turbine di sesso e politica è un film del 1996 diretto da Lina Wertmüller.

## Trama
Tunin e Zvanin sono due operai metalmeccanici, amici per la pelle e militanti di sinistra (il primo è di Rifondazione Comunista, il secondo del PDS), che insieme alle loro famiglie attendono fiduciosi i risultati delle elezioni del 1994; tuttavia, la vittoria arride alla coalizione di centrodestra e i due, sentendo in lontananza un gruppo di leghisti esultare, decidono di "invadere" il corteo con le loro auto d'epoca.
Ne nasce un parapiglia in cui Tunin entrerà in contatto con Rossella, parrucchiera seducente e fedelissima seguace del Senatùr, di cui scopre di essere follemente attratto. Dopo essere stato messo in cassa integrazione dalla Ferrari, Tunin ha molto tempo libero e inizia a tampinare la donna in maniera sempre più esplicita, mandando anche a monte l'appuntamento della shampista con il direttore del Banco di Mantova, da cui otterrà un prestito per aprire una sala da ballo insieme all'amica Anitina, che avrà un fugace flirt con Zvanin.
Rossella chiede a Tunin una prova d'amore: ella farà sesso con lui solo se egli si iscriverà alla Lega Nord, ripudiando quindi la sua fede nel comunismo. Il "compagno" sembra accettare la proposta e riesce a coronare il suo sogno erotico, ma in realtà nel modulo d'iscrizione al partito ha firmato Carlo Marx, per cui la pratica non è valida: furiosa, Rossella lo caccia di casa e lo costringe a tornare nudo nella sua abitazione. Ma non basta: la leghista di ferro vuole una vendetta coi fiocchi e, facendo finta di concedersi un'altra volta all'amante, farà scoprire tutto alla moglie di costui, Palmina, che nel frattempo ha aperto un ristorante.
Decisa a dare un forte dispiacere al marito, Palmina si inventa di sana pianta la storia secondo cui il loro figlio Tazio è in realtà di Zvanin: accecato dalla gelosia, Tunin va a vivere da solo in un vecchio magazzino e non vuole avere a che fare con nessuno. Dalla televisione scopre che Rossella, diventata adesso assessore alla cultura, ha organizzato una corsa d'auto d'epoca: vedendo tra i partecipanti anche Zvanin, decide di partecipare alla gara con lo scopo di provocare un incidente all'ex migliore amico, a cui sfascia completamente la vettura, ma soprattutto perché il figlio Tazio gli ha rivelato che si vuole sposare con la figlia di Zvanin e dunque Tunin vuole convincere Zvanin a far evitare un incesto.
Mentre i due sono a terra, Zvanin dice a Tunin che la storia raccontata da Palmina è completamente falsa, perché la donna ha avuto rapporti solo col consorte. Preso atto di ciò, i due tornano amici e in breve tempo montano sull'auto di Tunin e vincono la competizione. Giunto sul palco a ritirare il premio, il vincitore squarcia un ritratto di Bossi ed esalta i principali eroi del comunismo, venendo per questo fischiato dalla folla. Alla fine, i due protagonisti si riconciliano con le loro mogli e vengono reintegrati nel loro posto di lavoro.

## Curiosità
- Il film è ambientato a Pizzighettone (Cremona).
- Piccolo cameo per il sociologo Domenico De Masi, che in una scena espone le sue teorie sul tempo libero, venendo "fideisticamente" creduto da Zvanin.
- Da alcune immagini di repertorio si vede anche Irene Pivetti, sorella della protagonista Veronica e all'epoca Presidente della Camera dei Deputati. La stessa Irene viene tirata in ballo da Veronica quando Rossella annuncia a Tunin di volersi candidare come assessore: lui non può pensare a una donna in politica e lei gli ricorda l'esempio della Pivetti.